# Supur (gmina)
Supur – gmina w Rumunii, w okręgu Satu Mare. Obejmuje miejscowości Dobra, Giorocuta, Hurezu Mare, Racova, Sechereșa, Supuru de Jos i Supuru de Sus. W 2011 roku liczyła 4231 mieszkańców.